# Ukopnutý palec
Ukopnutý palec je soundtrack brněnské skupiny Čankišou hrající hudbu stylu world music ke knize povídek Ukopnutý palec aneb Příběhy lidu Čanki. Kniha s albem vyšla v roce 2008 ve vydavatelství Julius Zirkus.

## Seznam skladeb
| Pořadí         | Název                                 | Autor                  | Délka |
| -------------- | ------------------------------------- | ---------------------- | ----- |
| 1.             | Jak šel Čanki na houby a jiné povídky | David Synák            | 4:41  |
| 2.             | Cesta do země kněze Jana              | Jan Kluka              | 1:56  |
| 3.             | Dvojberlí                             | Martin Krajíček        | 2:15  |
| 4.             | Zákon je zákon                        | Zdeněk Kluka           | 5:01  |
| 5.             | Kamenné džbány                        | Zdeněk Kluka           | 3:17  |
| 6.             | Šifra mistra Imhotepa                 | René Senko             | 2:17  |
| 7.             | Případ vyhynulých ochechulí           | Čankišou a Jiří Míčkal | 3:00  |
| 8.             | Vyměšování mýtu                       | René Senko             | 1:34  |
| 9.             | Hadí nohy                             | Karel Heřman           | 4:26  |
| 10.            | Porod                                 | Jan Kluka              | 2:46  |
| 11.            | Čchori                                | Zdeněk Kluka           | 1:36  |
| 12.            | Milane!!!                             | Čankišou               | 1:15  |
| 13.            | Epilog                                | Roman Mrázek           | 3:03  |
| Celková délka: | Celková délka:                        | Celková délka:         | 37:07 |

## Obsazení
- Karel Heřman
- Zdeněk Kluka
- David Synák
- Martin Krajíček
- Jan Kluka
- Roman Mrázek
- René Senko